# Kiki - Consegne a domicilio
Kiki - Consegne a domicilio (魔女の宅急便?, Majo no takkyūbin, lett. "Le consegne espresse della strega") è un film d'animazione del 1989 scritto e  diretto da Hayao Miyazaki.
Tratto dall'omonimo romanzo di Eiko Kadono del 1985, il film parla di Kiki, una strega di tredici anni che, seguendo la tradizione, lascia la casa della famiglia, assieme al proprio gatto Jiji, per trovare una città dove stabilirsi. La pellicola, sceneggiata dallo stesso Miyazaki che ne ha anche curato la produzione con lo Studio Ghibli, è stata distribuita in Giappone dalla Toei Company.

## Trama
Kiki è una giovane strega che come da tradizione, compiuti i 13 anni parte da casa sulla sua scopa in compagnia soltanto di Jiji, il suo gatto nero, per l'anno di noviziato da svolgere in un'altra città. Dopo aver superato una tempesta ed aver incontrato un'altra giovane strega ormai al termine del suo tirocinio, Kiki raggiunge una caratteristica cittadina di mare, meta prefissata nell'immaginario della ragazzina fin dalla sua partenza.
Le prime esperienze in città, per lei, che dopotutto è una ragazza di campagna, non sono però positive e Kiki, scossa dall'accoglienza piuttosto fredda e deludente del luogo, si rende conto che forse aveva fin troppo idealizzato quell'avventura tanto attesa da piccola e che probabilmente quella città non era il posto giusto in cui fermarsi. Fortunatamente si imbatte nella gentile Osono, una giovane fornaia che in cambio di un aiuto nel suo negozio le offre un alloggio in cui abitare. Kiki può finalmente mettere a frutto l'unica arte magica che possiede, quella di saper volare sulla scopa, e apre una piccola attività di consegne volanti di pacchi.
Kiki comincia quindi ad inserirsi nel tessuto della cittadina e impara lentamente a distinguere il lato buono che in fondo c'è in tutte le persone. Durante questa sua lenta maturazione, Kiki è talvolta euforica e talvolta depressa con repentini sbalzi di umore, e ne fa le spese il povero Tombo, un ragazzo di città affascinato dal volo, suo coetaneo e suo primo vero amico, che non sempre riesce a capire il carattere difficile della ragazza.
Un giorno però accade un evento apparentemente inspiegabile: la capacità di volare, che Kiki possedeva fin da bambina, sembra svanita, così come quella di capire le parole di Jiji. Kiki è disperata e solo allora comincia a rendersi conto di cosa veramente rappresenti l'anno di noviziato: riuscire a trasformare le proprie attitudini e il proprio talento di bambina nell'attività da svolgere da adulti. Qualora avesse fallito, lei non avrebbe avuto più alcun valore. Con l'aiuto di Ursula, una sua amica pittrice conosciuta durante una consegna, capisce però che la perdita dell'ispirazione o la paura di non essere in grado di svolgere il proprio compito è una cosa naturale e che solo riuscendo a superare questi momenti di sconforto si può crescere e maturare.
Improvvisamente per televisione viene trasmesso un servizio in diretta: un dirigibile ancorato presso la cittadina ha rotto gli ormeggi a causa del forte vento ed è in balia della tempesta. Kiki si rende conto che il suo amico Tombo era salito proprio su quel dirigibile e ora era rimasto aggrappato ad una fune fuoribordo. Mentre il dirigibile viaggia senza controllo sui tetti della città, Kiki riesce a superare il blocco psicologico che non le permetteva più di volare e a cavallo di uno spazzolone finalmente si libra nell'aria per salvare il suo amico. Dopo il salvataggio, Kiki oltre a conquistare il cuore dei cittadini riacquista la fiducia in se stessa, riprende a fare le consegne a domicilio e scrive una lettera ai suoi genitori, informandoli che lei e Jiji sono felici.

## Personaggi
Kiki (キキ?)
La protagonista della storia. È una piccola strega che a 13 anni parte per il tradizionale anno di noviziato delle streghe, durante il quale vivrà in una città lontana da casa, facendo affidamento soltanto sulle sue capacità e tentando di trasformare i giochi e le passioni di bambina nella professione che dovrà svolgere da adulta.
Jiji (ジジ?)
Il gatto nero parlante di Kiki (ma solo lei riesce a capirlo) e il suo miglior amico. Spesso irriverente e sarcastico, aiuta la ragazzina nella città finché non si innamora di una gattina bianca e Kiki perde il dono di capirlo.
Tombo (トンボ?, Tonbo)
Un ragazzo di città che si affeziona a Kiki, nonostante lei inizialmente dimostri avversione nei suoi confronti. Il volo è il suo sogno, ma a causa di ciò vivrà una brutta avventura e verrà salvato da Kiki.
Osono (おソノ?)
Una giovane donna in dolce attesa molto amichevole che gestisce una panetteria. Offre a Kiki un luogo in cui stare, un lavoro e l'affetto materno che la ragazzina lontana da casa non aveva più.
Ursula (ウルスラ?, Urusura)
Una giovane pittrice che durante l'estate vive in una casetta nel bosco vicino alla città. Diventa una grande amica di Kiki e rappresenta in fondo la sua personalità da adulta: anche lei da piccola aveva una passione (la pittura, nel suo caso) che ha tentato di trasformare nella sua attività di adulta, andando incontro come Kiki alle crisi dovute alla crescita e alla difficoltà di fare evolvere le attitudini ed i sogni di bambina nell'attività della propria vita. Per ribadire il concetto della "doppia personalità", nell'edizione giapponese (e nelle due edizioni italiane) Kiki ed Ursula condividono la medesima doppiatrice.

## Produzione
Osservando il comportamento delle ragazze con i poteri magici protagoniste delle numerose serie televisive giapponesi, Hayao Miyazaki ha notato che «la stregoneria è sempre l'unico mezzo per soddisfare i sogni di queste giovani, che diventano ogni volta degli idoli senza alcuna difficoltà.» Perciò, per contrasto, egli ha dato vita a Kiki, una streghetta che non può usare le sue doti soprannaturali per levarsi dagli impicci e coronare ogni sua ambizione.
Inizialmente Eiko Kadono, l'autrice del romanzo, non fu molto contenta del modo in cui la protagonista era stata rappresentata. Inoltre le irritavano molto i vari cambiamenti attuati dal regista alla sua storia, ma col tempo ne rimase abbastanza soddisfatta. Nel romanzo la ragazzina supera molte prove basate sul "suo buon cuore" riuscendo di conseguenza ad espandere la sua cerchia di amici e affronta senza particolari traumi o crisi gli eventi episodicamente organizzati della sua vita nella nuova città.
Nell'anime invece, al fine di illustrare più chiaramente il tema della lotta per l'indipendenza e la crescita, in particolare contro le coetanee, Kiki deve vincere sfide ben più ardue (come la perdita della capacità di volare sulla scopa, che nel libro viene liquidata come un disguido da niente che viene in breve tempo risolto senza fatica) e a cercare di non essere schiacciata dalla solitudine che la opprime. Miyazaki disse che l'atto in cui Kiki decide di doversi trasferire in un nuovo posto per dimostrare agli altri di essere vera e propria strega è simile a quando egli, per diventare un aspirante disegnatore, dovette andare ad abitare in una grande città come Tokyo.
In fase di produzione, Miyazaki e i suoi artisti partirono per la Svezia per effettuare ricerche per il film. Le fotografie che fecero a Stoccolma e a Visby fornirono le basi per la città immaginaria di Koriko, che contiene anche elementi di Lisbona, Parigi, San Francisco e Napoli.
Quando Kiki arriva per la prima volta in città, viene quasi investita da un autobus sul quale è riportata la scritta Studio Ghibli, che appare poi su altri due autobus. Anche il regista appare in un cameo nel film: nella scena finale in cui lo spazzino esclama: "Quello spazzolone gliel'ho prestato io!", Miyazaki è nell'angolo in alto a destra dell'immagine.

## Colonna sonora
La colonna sonora venne realizzata da Joe Hisaishi, con Yumi Arai che si occupò dell'interpretazione delle canzoni di apertura e di chiusura, ovvero Rouge no Dengon (ルージュの伝言?, Rūju no dengon) e Yasashisa ni tsutsumareta nara (やさしさに包まれたなら?, Yasashisa ni tsutsumaretanara), ispirate alla musica pop e rock del decennio 1960-1970.

## Distribuzione

### Data di uscita

Logo francese del film

Le date di uscita internazionali sono state:
- 29 luglio 1989 in Giappone (魔女の宅急便 Majo no takkyūbin)
- 20 gennaio 1990 a Hong Kong
- 27 luglio 1990 in Brasile (O Serviço de Entregas da Kiki)
- 23 maggio 1998 negli Stati Uniti (Kiki's Delivery Service) in anteprima al Seattle International Film Festival
- 31 marzo 2004 in Francia (Kiki, la petite sorcière)
- 10 aprile 2004 in Belgio e in Svizzera romanda (Kiki, la petite sorcière)
- 5 dicembre 2005 in Svizzera tedesca (Kikis kleiner Lieferservice)
- 30 marzo 2007 in Finlandia (Kikin lähettipalvelu)
- 6 luglio 2007 in Turchia (Küçük cadi Kiki)
- 12 ottobre 2007 in Danimarca (Kiki - den lille heks)
- 22 novembre 2007 in Corea del Sud (마녀 배달부 키키 Manyŏ baedarbu Kiki)
- 23 novembre 2007 in Svezia (Kikis expressbud)
- 14 dicembre 2007 in Norvegia (Kikis budservice)
- 24 aprile 2013 in Italia (Kiki - Consegne a domicilio)

### Edizioni estere

#### Edizione statunitense
La prima edizione americana venne distribuita da Buena Vista il 1 settembre 1998 in videocassetta pan and scan, mentre il 22 e il 29 settembre dello stesso anno venne distribuita in versione laserdisc e in vhs widescreen. A causa dell'adattamento, il film ha subito profonde modifiche rispetto all'originale. A parte il rifacimento della colonna sonora, sono stati effettuati numerosi adattamenti culturali tramite riscrittura dei dialoghi, tali da rendere il film più adatto, nell'intenzione dei distributori, ai bambini americani. Ad esempio durante la scena nella quale Osono offre da bere a Kiki, nella versione distribuita dalla Disney non viene offerto caffè come nella versione giapponese, bensì cioccolato caldo, perché venne ritenuto che bere caffè fosse inappropriato per una ragazzina di 13 anni.
Altra scena riadattata è stata quella dell'autostop di Ursula e Kiki. Nell'edizione americana le due ragazze sono redarguite dagli automobilisti e viene loro dato un passaggio soltanto da una persona che conosce bene Ursula. Nell'edizione originale e nelle due edizioni italiane nessuno rimarca la negatività di fare l'autostop e alle due ragazze viene dato un passaggio da un automobilista cordiale ma sconosciuto.
Una chiave di lettura del film è fornita dal "doppio personaggio" di Ursula e Kiki, che rappresentano l'una la personalità adulta dell'altra. Per ribadire il concetto, nell'edizione giapponese e nelle due edizioni italiane i due personaggi condividono la stessa doppiatrice. Nell'edizione americana non si è ritenuto di dover evidenziare quest'idea e ai due personaggi sono state assegnate due doppiatrici distinte: Kirsten Dunst per Kiki e Janeane Garofalo per Ursula.
Nel 2010 venne distribuita una nuova edizione, in cui parte delle battute aggiunte nel primo adattamento e le canzoni di Sydney Forest vennero rimosse.

#### Edizione italiana
Kiki - Consegne a domicilio ebbe una prima edizione italiana nel 2002, per la distribuzione home video da parte di Buena Vista International. Il doppiaggio fu realizzato dalla Cast Doppiaggio e diretto da Carlo Valli con Gualtiero Cannarsi ai dialoghi. Mentre il copione si basava sui dialoghi originali giapponesi, la colonna sonora rimase quella dell'edizione statunitense Disney, frutto di un remixaggio di quella internazionale giapponese con sostituzioni o aggiunte di musiche e di effetti sonori. Anche le canzoni Volare in alto e Voglio volare via eseguite da Gabriella Scalise sono traduzioni di Soaring e I'm Gonna Fly di Sydney Forest, appositamente composte per l'edizione statunitense in sostituzione di quelle originali. Il film fu poi distribuito col nome Kiki's Delivery Service – Kiki, consegne a domicilio.
Nel 2010 il film è stato presentato in versione sottotitolata con un nuovo adattamento all'interno del Festival Internazionale del Film di Roma 2010 col titolo Il servizio consegne della strega per rendere con maggiore fedeltà l'originale.
Il film è stato ridoppiato nel 2013 su commissione della Lucky Red una volta acquisiti i diritti di distribuzione. Il nuovo doppiaggio è stato eseguito dalla Technicolor. In esso è stata ripristinata interamente la colonna sonora internazionale giapponese; le canzoni italiane sono state quindi sostituite dalle originali Rouge no dengon (ルージュの伝言?, Rūju no dengon) e Yasashisa ni tsutsumareta nara (やさしさに包まれたなら?), cantate da Yumi Matsutoya. Nel cast furono riconfermati nei loro ruoli Ilaria Stagni, Giò Giò Rapattoni e Maria Pia Di Meo. Il trailer è stato presentato il 15 marzo 2013, mentre la nuova edizione è stata proiettata nei cinema italiani dal 24 aprile 2013. Dal 1º febbraio 2020 questa versione è disponibile su Netflix.

### Edizioni home video
L'edizione DVD italiana di Kiki - Consegne a domicilio è stata resa disponibile per il noleggio a partire dal 29 luglio 2002, mentre è stata pubblicata in commercio dal 13 novembre 2002. I sottotitoli italiani inclusi nel DVD sono una traduzione del doppiaggio inglese, con dialoghi nei momenti di silenzio e incongruenze rispetto al doppiaggio italiano. L'edizione Lucky Red è stata distribuita in formato DVD e Blu-ray Disc per il mercato home video il 23 ottobre 2013.

## Accoglienza

### Incassi
Kiki – consegne a domicilio esordì nelle sale giapponesi, su 138 schermi, il 29 luglio 1989. Il film, in 77 giorni di programmazione, incassò 4.300.000.000 yen con un ricavo di distribuzione di 2.150.000.000 yen, rivelandosi, in Giappone, il film d’animazione di maggior successo del 1989 e il quarto incasso dell’anno, dietro solo a Ritorno al futuro - Parte II, ad Indiana Jones e l’ultima crociata e a Rain Man – l’uomo della pioggia. Ad Hong Kong, dove il film rimase in sala per 27 giorni, incassò circa 4.040.000 HK$.

### Critica
Il film venne accolto positivamente dalla critica giapponese. Mark Schilling di The Japan Times elogiò la capacità della pellicola di trasporre il realismo fisico e psicologico, definendola “una sorprendente celebrazione in movimento dell’arte dell’animatore.” Animage dedicò al film due articoli ed una copertina.

## Tematiche ed analisi

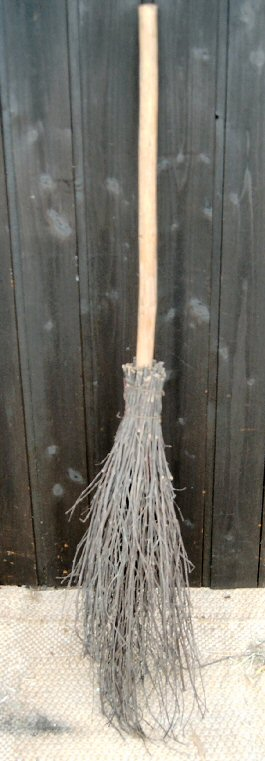
Una scopa di saggina molto simile a quella utilizzata da Kiki.

Sono molti gli aspetti del carattere di Kiki che hanno suscitato l'interesse della maggior parte dei critici cinematografici e scrittori. Quello più presente in tutto il film d'animazione è il radicale passaggio nell'età adulta, che viene messo in relazione alla vita dinamica delle famiglie giapponesi, e tutte le complicazioni che esso comporta. Infatti, pur essendo cresciuta da genitori che farebbero di tutto per renderla felice, la giovane si ritrova comunque triste e abbattuta a causa delle fatidiche domande comuni che si pongono gli adolescenti come lei: come si fa a trovare un lavoro, a farsi accettare dagli altri e ad essere in grado di prendersi cura da solo? Da tali questioni nasce il concetto di vulnerabilità, che costituisce uno degli elementi chiave di tutto il film. Il critico Mark Schilling si è soffermato soprattutto sulla sequenza che illustra la prima notte che la ragazzina passa lontano da casa: a casa dei fornai, Kiki esce furtivamente dalla sua stanza per andare al bagno ma appena si sporge si accorge del marito di Osono che la osserva e si gonfia i muscoli. Allora si richiude dentro la camera sbattendo la porta e boccheggiando. «La scena non è assolutamente necessaria per far sviluppare la trama e l'umorismo che contiene è basso [...] ma... senza parole - ed eloquentemente - esprime la giovinezza di Kiki, la sua vulnerabilità e il suo isolamento.»
Un altro tema esaminato nel lungometraggio è il divario tra la cultura tradizionale e quella contemporanea, che Kiki riesce a bilanciare in modo eccellente: se da un lato si veste con un classico abito da strega (una lunga veste nera, delle ballerine rosse e un fiocco in testa), vola su una scopa di saggina ed ha come accompagnatore un gatto nero, dall'altro si ritrova a vivere in un mondo pieno zeppo di elementi tipicamente "moderni". Un esempio è il forno a microonde, visibile nella scena in cui un'anziana cliente di Kiki cuoce una torta di pesce.

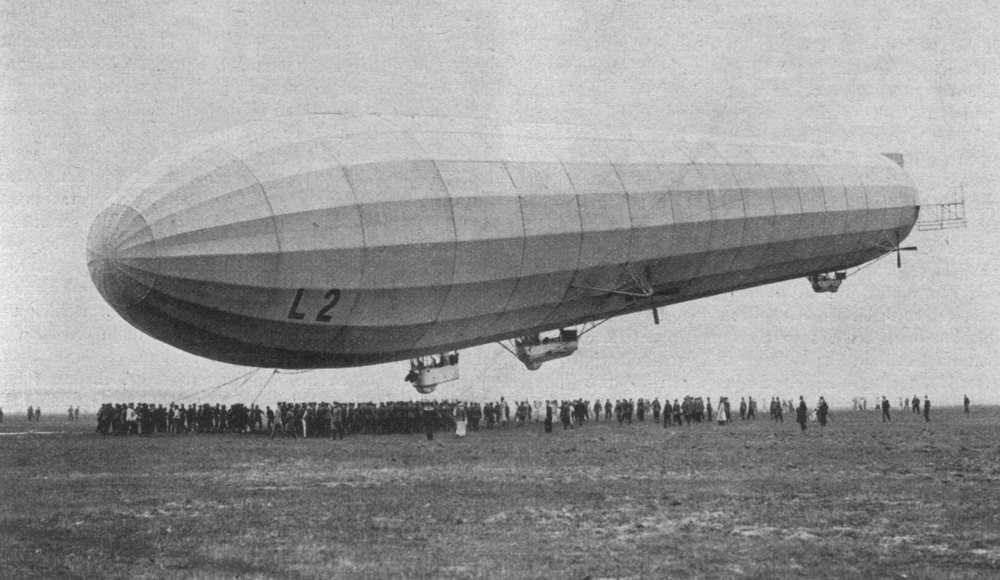
Il dirigibile dell'anime è stato considerato come il vero "nemico" di Kiki.

Anche la perdita improvvisa della capacità di volare di Kiki è stata oggetto di discussione da parte dei critici, che la considerano come la crisi peggiore e più profonda che la ragazzina affronta nella storia. Come già accennato, questa crisi è causata dalle insicurezze di Kiki che vengono costantemente alimentate dalla sua tristezza.
(Kiki a se stessa quando ha scoperto di non poter più volare)
Tuttavia, questa "caduta" si rivela essere, con l'evoluzione degli eventi, essenziale per il futuro della streghetta, in quanto le impartisce una lezione importantissima, ovvero che la vulnerabilità non arreca soltanto danno ma anzi può aiutare a comprendere meglio se stessi. L'incapacità di sollevarsi in aria è inoltre resa ancor più forte dal fatto che Kiki non deve affrontare nessun nemico "reale e tangibile" (come prevedrebbe il cliché narrativo) anche se molti sostengono che questo possa essere in realtà il dirigibile. Un altro potere che Kiki perde è l'abilità di parlare col gatto Jiji, che purtroppo rimane permanente. Questo perché si compie definitivamente il passaggio verso la maturità e la rottura di tutto ciò che rappresenta il passato e la spensierata giovinezza. Ciò fa capire inoltre che l'animale sia stato muto per tutto il film e che la sua "eloquenza" sia stata in verità solo il frutto dell'immaginazione di Kiki. Questo messaggio traspare di meno nella versione inglese dell'anime, nella quale il gatto ricomincia a parlare sul finale.
In relazione alla rappresentazione di Kiki come una strega, alcuni hanno messo a confronto fonti e rappresentazioni sulla stregoneria o sulle streghe di diverse epoche. Il film in sé incorpora alcune convenzioni delle fiabe come il gatto nero, la ramazza volante e il vestito nero ma al di fuori di queste somiglianze esterne, sono totalmente assenti gli stereotipi negativi sulle streghe, come il fatto che esse siano seducenti e malvagie o che possano rappresentare una minaccia per la popolazione.
Infine Kiki è stata paragonata ad altri personaggi delle opere di Miyazaki. Con San di Princess Mononoke, sebbene tra lei e Kiki ci siano grandi differenze (poiché San è motivata da una rabbia animalesca e un forte desiderio di combattere l'intera razza umana), si è potuto comunque rilevare la stessa salda volontà di controllare le proprie scelte e la propria vita, una tematica che si può ritrovare anche nei primi lavori del regista, come in Nausicaä di Nausicaä della Valle del vento. A confronto con Chihiro de La città incantata è apparso invece il comune desiderio di indipendenza e individualità che richiede grandi sacrifici, come il doversi separare dai propri genitori. Entrambe coronano quest'ambizione grazie all'aiuto dei loro amici che da un lato spingono Kiki a trasferirsi a Koriko e dall'altro sollecitano Chihiro ad andarsene dalle terme.

## Riconoscimenti
Nel maggio 1990 venne premiato come migliore film all’Anime Gran Prix, arrivando primo in classifica con 3014 voti.
- 1990 – 12° Anime Gran Prix
  - Miglior titolo
  - Miglior personaggio femminile a Kiki
  - Migliore canzone per Yasashisa ni Tsutsumaretanara
- 1990 – Awards of the Japanese Academy
  - Popularity Award
  - Special Award
- 1990 - Kinema Junpo Awards
  - Readers' Choice Award aicome "Regista del Miglior Film Giapponese" ad Hayao Miyazaki
- 1990 - Mainichi Film Concours
  - Miglior film d'animazione" ad Hayao Miyazaki